# Hinwil
Hinwil – miejscowość i gmina (Politische Gemeinde) w północnej Szwajcarii, w kantonie Zurych, siedziba administracyjna okręgu (Bezirk) Hinwil.

## Demografia
W Hinwil mieszka 11 576 osób. W 2021 roku 17,8% populacji gminy stanowiły osoby urodzone poza Szwajcarią.

## Współpraca
Miejscowość partnerska:
- Jablonné nad Orlicí, Czechy

## Transport
Przez teren gminy przebiegają autostrada A15 oraz drogi główne nr 340 i nr 345.

## Sport
Do 2010 r. znajdowała się tu siedziba zespołu Formuły 1 BMW Sauber.